# Lecidea
Lecidea — рід лишайників родини Lecideaceae. Назва вперше опублікована 1803 року.

## Будова
Містить кільця, що схожі на сажу або з зовнішнім краєм (ексципіл) навколо диска плодового тіла (апотецій).

## Поширення та середовище існування
Як правило зростають на каменях.

## Класифікація
Відповідно до словника Dictionary of the Fungi (10те видання, 2008), налічують 427 видів.
- L. atrobrunnea
- L. Brodoana
- L. fuscoatra
- L. hassei
- L. keimioeensis
- L. laboriosa
- L. plana
- L. tessellata

## Галерея

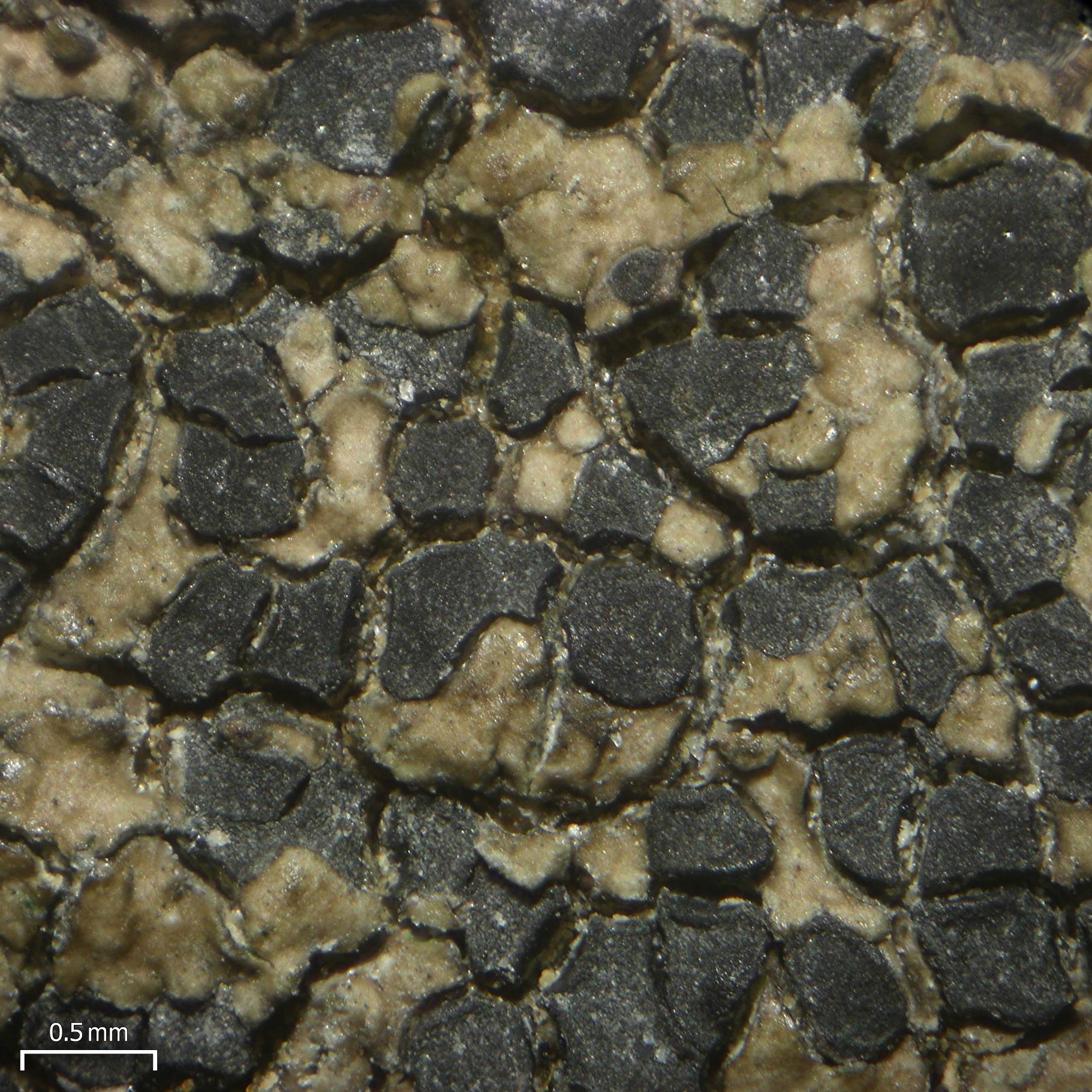
Lecidea uniformis
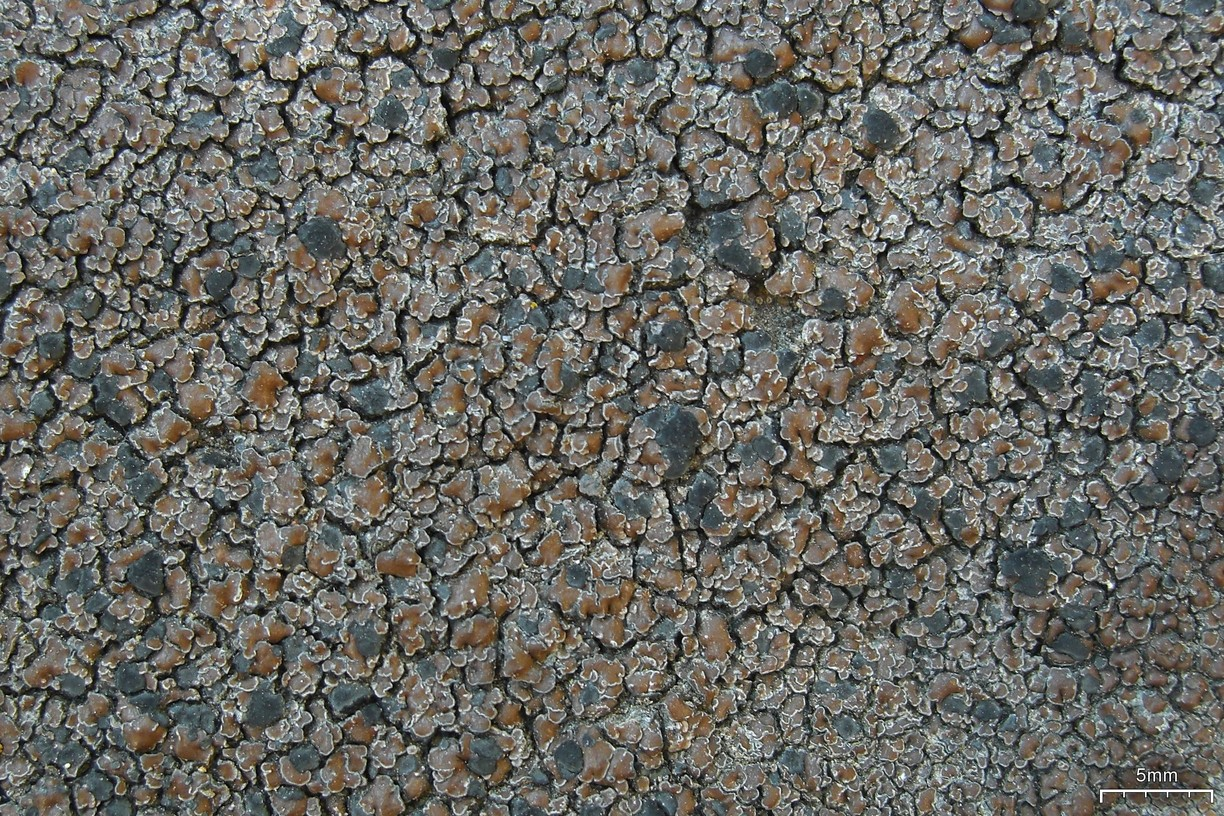
Lecidea atrobrunnea
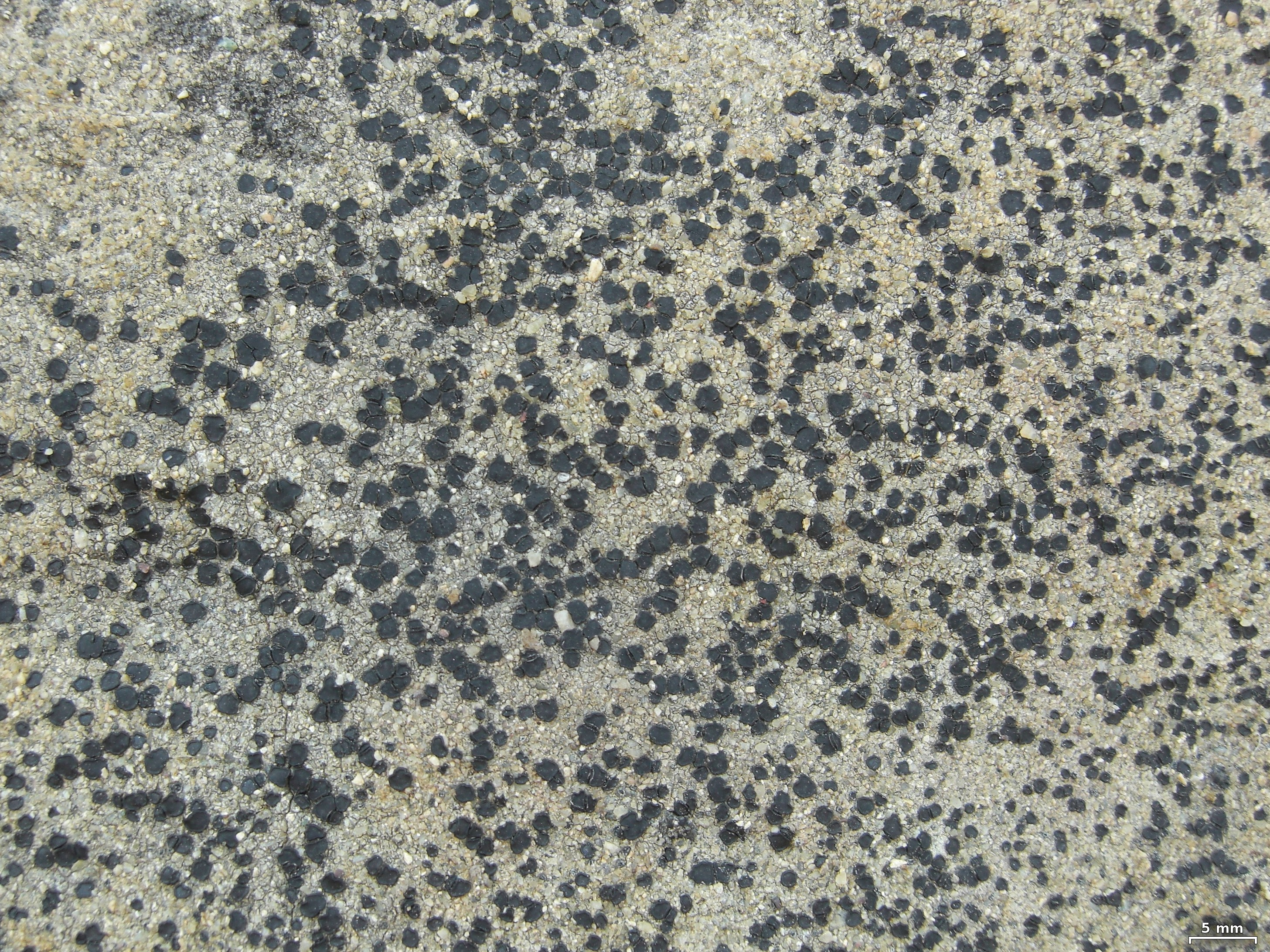
Lecidea laboriosa